# Volkswagen ID.3
Volkswagen ID.3 — перший серійний автомобіль, першочергово задуманий Volkswagen як електромобіль на спеціальній платформі MEB.

## Опис

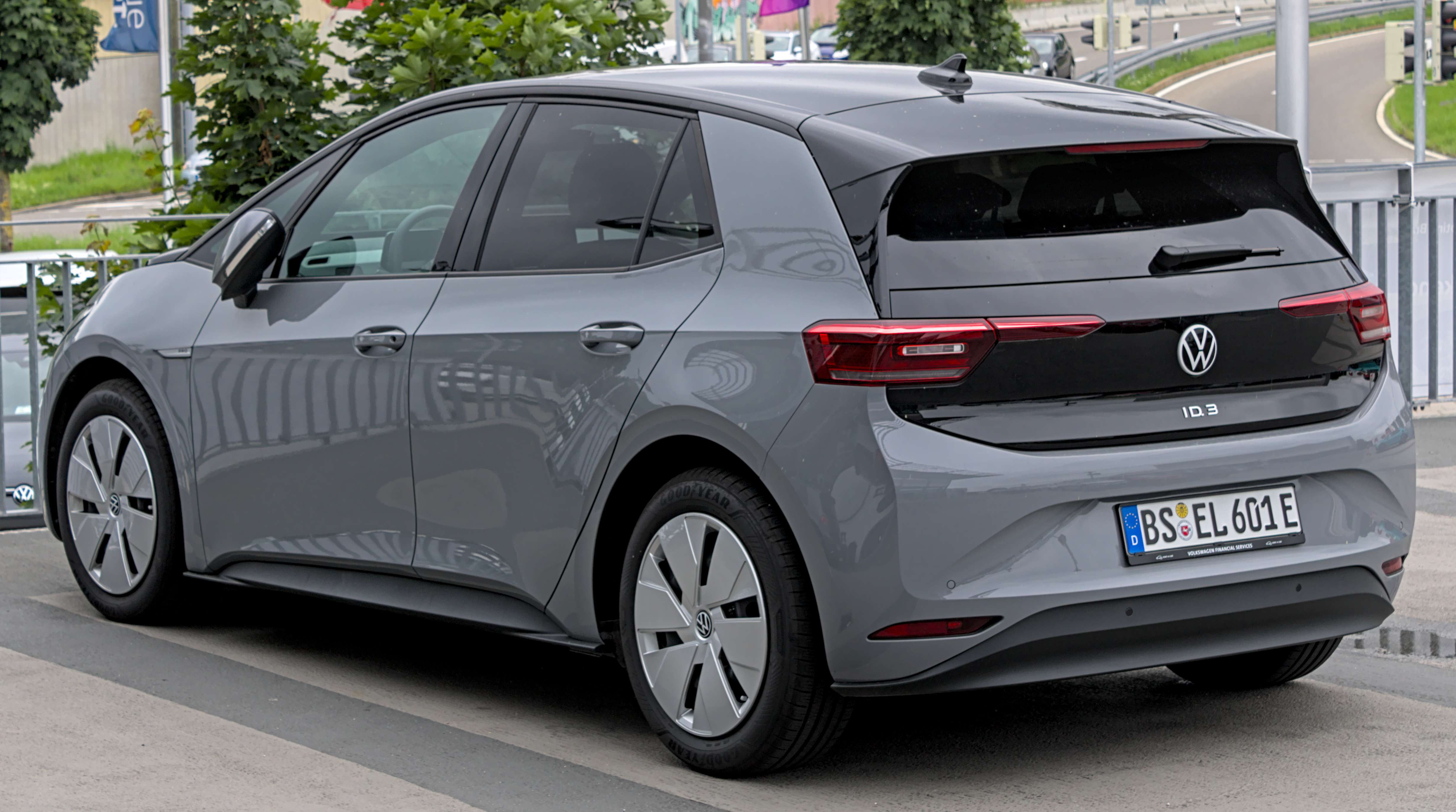

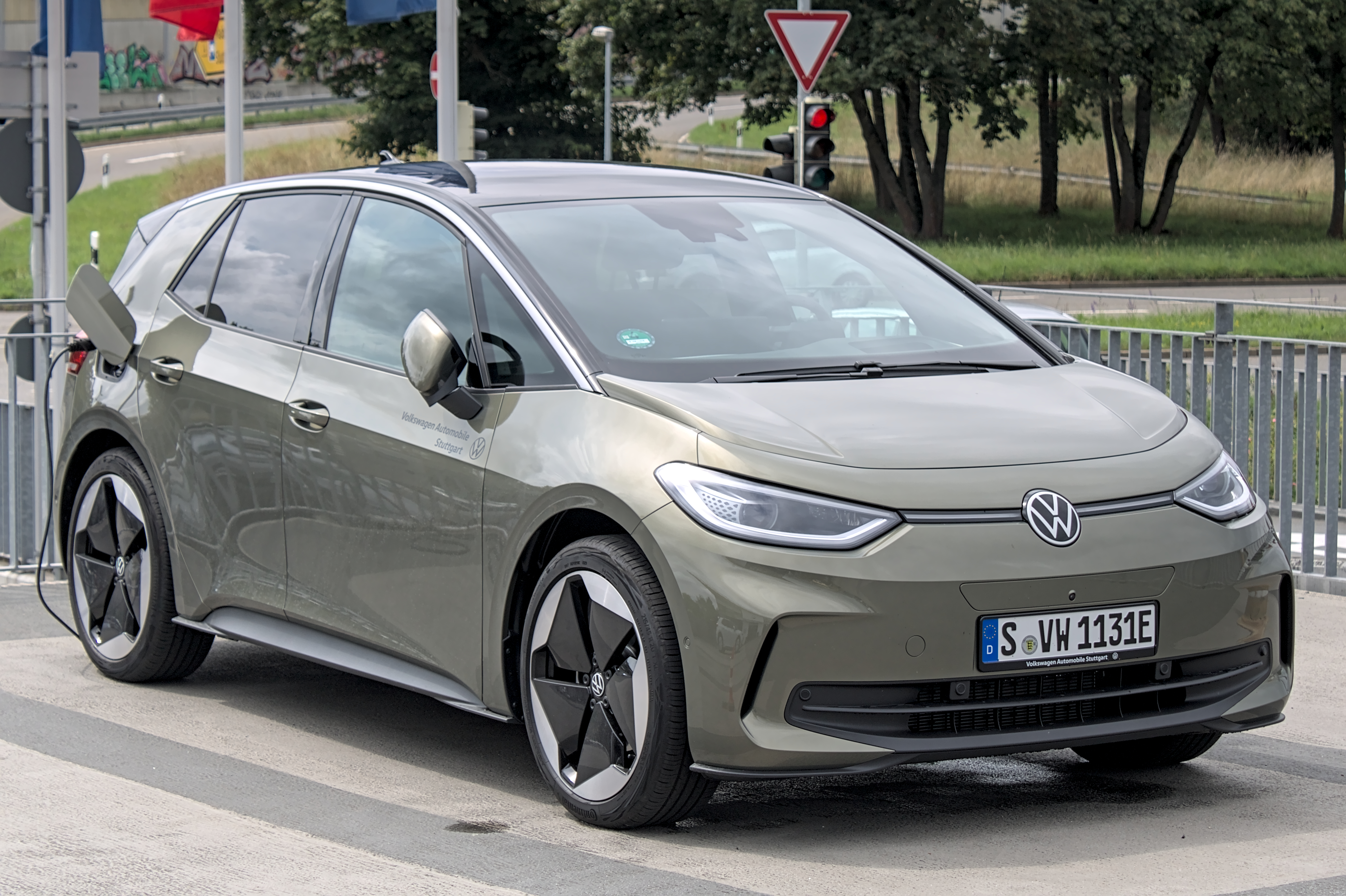
Volkswagen ID.3 (з 2023)

Автомобіль базується на платформі MEB, яка буде основою для великої кількості майбутніх електромобілів. На платформі MEB акумулятор встановлюється плоско в підлогу автомобіля. Volkswagen ID.3 — перший транспортний засіб сімейства Volkswagen ID і базується на концепт-карі Volkswagen I.D.

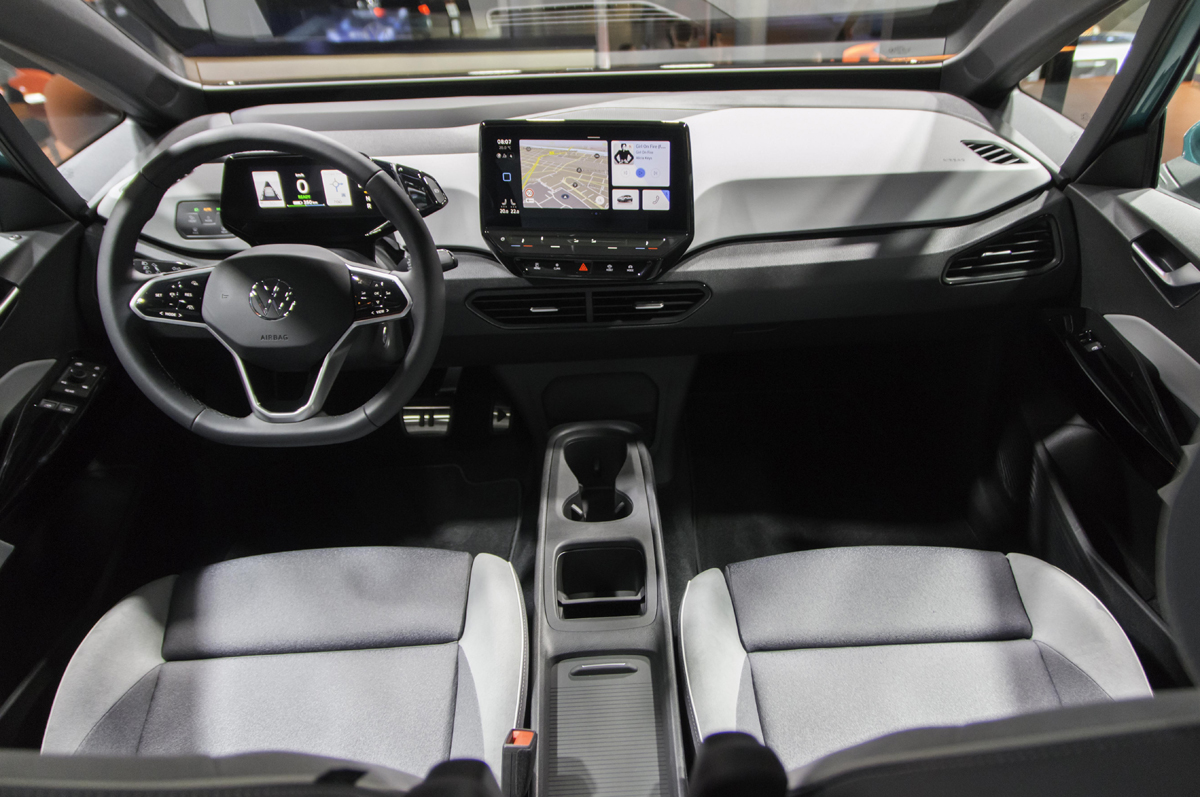

Автомобіль комплектується електродвигуном потужністю 145—204 к. с. і крутним моментом 275—310 Н·м та трьома тяговими батареями на вибір: 45, 58 і 77 кВт·год. Запас ходу підтверджений виробником в діапазоні від 330 до 550 км за складним циклом WLTP (за NEDC це було б приблизно до 710 км).
Привід тільки задній.
Від стокіловатної зарядної колонки автомобіль може отримати 290 км ходу за 30 хвилин.
Гарантія на акумулятор складає вісім років або 160 000 км.
Виробництво автомобіля почалося 4 листопада 2019 року на заводі в Цвікау (Німеччина) та Аньтіні (SAIC Volkswagen) у передмісті Шанхаю.
В оздобленні салону нового електрокару Volkswagen використані матеріали, отримані шляхом вторинної переробки. Також у ньому доопрацьовано віртуальний щиток приладів, проекцію на лобове скло, адаптивний круїз-контроль та паркувальний автопілот. 

### Модифікації
| Модель           | Потужність, к. с. | Крутний момент, Н·м | Акумулятор, кВт·год | Акумулятор, кВт·год | Пробіг за WLTP, км |
| Модель           | Потужність, к. с. | Крутний момент, Н·м | Брутто              | Нетто               | Пробіг за WLTP, км |
| ---------------- | ----------------- | ------------------- | ------------------- | ------------------- | ------------------ |
| Pure Performance | 150               | 275                 | 48                  | 45                  | 352                |
| Pro              | 145               | 275                 | 62                  | 58                  | 426                |
| Pro Performance  | 204               | 310                 | 62                  | 58                  | 319—426            |
| Pro S            | 204               | 310                 | 82                  | 77                  | 513—549            |

## Резервування
8 травня 2019 року компанія «Фольксваген» відпустила операційну резервацію «Попереднє бронювання», для спеціальних моделей ID.3 1ST, обмеженою партією 30 000 екземплярів по всьому світу. Для цього необхідно внести передоплату (яка повернеться) в розмірі 1000 євро. Ця модель буде поставлятися з 58-кВт батареєю і дальністю пробігу до 420 кілометрів. На початку вересня 2019 року Volkswagen опублікував інформацію, що всі 30 000 авто зарезервований, тим часом «розпродав» ID.3-1ST. У поточному моменті можна зарезервувати та іншу модель ID.3 Pure, початкова ціна буде складати 29 900 €. Офіційний старт продажу на ринку Європи анонсовано на 20 липня 2020 року.

## Виробництво і продаж
| Рік  | Вироблено | Продано | Продано |
| Рік  | Вироблено | Європа  | Китай   |
| ---- | --------- | ------- | ------- |
| 2019 | 50        |         |         |
| 2020 | 64 259    | 54 495  |         |
| 2021 | 73 738    | 72 723  | 6 737   |
| 2022 | 83 432    | 52 888  | 24 452  |